# 小行星9909
小行星9909（9909 Eschenbach）是一颗绕太阳运转的小行星，为主小行星带小行星。该小行星于1971年3月26日发现。

## 轨道参数
小行星9909的轨道半长轴为2.3474159 UA，离心率为0.165。